# Hans Colijn-de Raat
Johanna Jacoba Hendrika (Hans) Colijn-de Raat (28 oktober 1948) is een Nederlands politicus van de VVD.
Ze was lid van de Provinciale Staten van Gelderland voor ze in september 1997 benoemd werd tot burgemeester van Scherpenzeel. Ze was daar de indirecte opvolger van J. de Korte die vanwege gezondheidsproblemen vanaf eind 1996 door de Barneveldse burgemeester Ton Hardonk werd vervangen. Naast haar burgemeesterschap heeft Colijn-de Raat een aantal nevenfuncties; zo is ze commissaris bij ARN B.V. (Afvalverwerking Regio Nijmegen) en is ze penningmeester bij de Vereniging Tot Behartiging der Belangen van Burgemeesters.
Tijdens de Nieuwjaarstoespraak op 3 januari 2013 maakte ze bekend met pensioen te gaan. Op 16 september 2013 nam ze afscheid.